# Thomas Menzies
Pour les articles homonymes, voir Menzies.
Thomas Menzies (30 mars 1870-13 mars 1947) est un homme politique canadien de la Colombie-Britannique. Il est député provincial du People's Party de la circonscription britanno-colombienne de Comox de 1920 à 1924,.